# В-11
В-11 е съветско сдвоено корабно зенитно оръдие калибър 37 mm.

## История
Това оръдие е проектирано на основата на артустановката 70-К, която е на въоръжение на ВМФ на СССР в хода на Великата отечествена война. Техническият проект за В-11 е разработен от АНИМИ през 1940 г. Държавните корабни изпитания минават на големия ловец на ПЛ „Штурман“ от Северния флот от 16 юли до 12 август 1944 г. В-11 е прието на въоръжение на 25 юли 1946 г., а в хода на експлоатацията в него са правени малки конструктивни изменения. Така се появява модификацията В-11М. Производството на артустановките В-11 продължава до 1957 г., и за това време са произведени 1872 такива артустановки.

## Описание

### Механична структура
Люлеещата се част на установката представлява два автомата с балистиката на оръдието 70-К, монтирани в една люлка. Стволът е моноблок има принудително водно охлаждане, затворът е вертикален, клиновиден. Механизмите за вертикално и хоризонтално насочване са ръчни (с две скорости). Механизмът за стабилизация, с ръчното действие, е предназначен за стабилизация на осите на цапфите (на люлеещата се части по време на люлеене), но скоро е премахнат. Подаването на автоматите е с пълнител (по 5 патрона); подаването на пълнителите е ръчно.

### Характеристики на стрелбата
В състава на боекомплекта влизат осколочно-трасиращи снаряди с маса 732 g (от тях масата на взривното вещество е 36 g) и бронебойно-трасиращи снаряди с маса 758 g (без ВВ и взривателя). Началната скорост и на двата типа снаряди съставлява 880 m/s. Далечина на стрелбата: балистическа – 8400 m; по самоликвидатор – 4000 m; по височина – 4000 m.